# Isomerala bouceki
Isomerala bouceki är en stekelart som beskrevs av John M. Heraty 2005. Isomerala bouceki ingår i släktet Isomerala och familjen Eucharitidae.
Artens utbredningsområde är:
- Colombia.
- Panama.
- Venezuela.

Inga underarter finns listade i Catalogue of Life.